# Lejeune-BP
L'equip Lejeune-BP va ser un equip ciclista francès que competí professionalment entre el 1976 i 1978.

## Principals resultats
- Tour del Mediterrani: Roy Schuiten (1976)
- Gran Premi del Cantó d'Aargau: Roy Schuiten (1976)
- Gran Premi d'Isbergues: Daniel Gisiger (1978)

### A les grans voltes
- Volta a Espanya
  - 0 participacions:

- Tour de França
  - 3 participacions (1976, 1977, 1978)
  - 2 victòries d'etapa:
    - 1 el 1976: Ferdinand Bracke
    - 1 el 1977: Lucien Van Impe

  - 0 victòries final:
  - 1 classificacions secundàries:
    - Gran Premi de la muntanya: Lucien Van Impe (1977)

- Giro d'Itàlia
  - 0 participacions